# Покровская агломерация
Покро́вская агломерация (укр. Покровська агломерація) — городская агломерация в Донецкой и Днепропетровской областях Украины с центром в городе Покровск.
Агломерация является важным центром угольной промышленности, а также транспортным узлом, близким к центрам металлургической и машиностроительной промышленности. Агломерацию обслуживал Запорожский международный аэропорт.

## Состав
- города: Покровск, Доброполье, Мирноград, Новогродовка, Селидово.
- районы: Добропольский район, Покровский район, Межевский район.

## Статистика
- Численность населения — 379,5 тыс. чел.
- Площадь — 3 711 км².
- Плотность населения — 102,3 человек/км².